# Plastique Fantastique

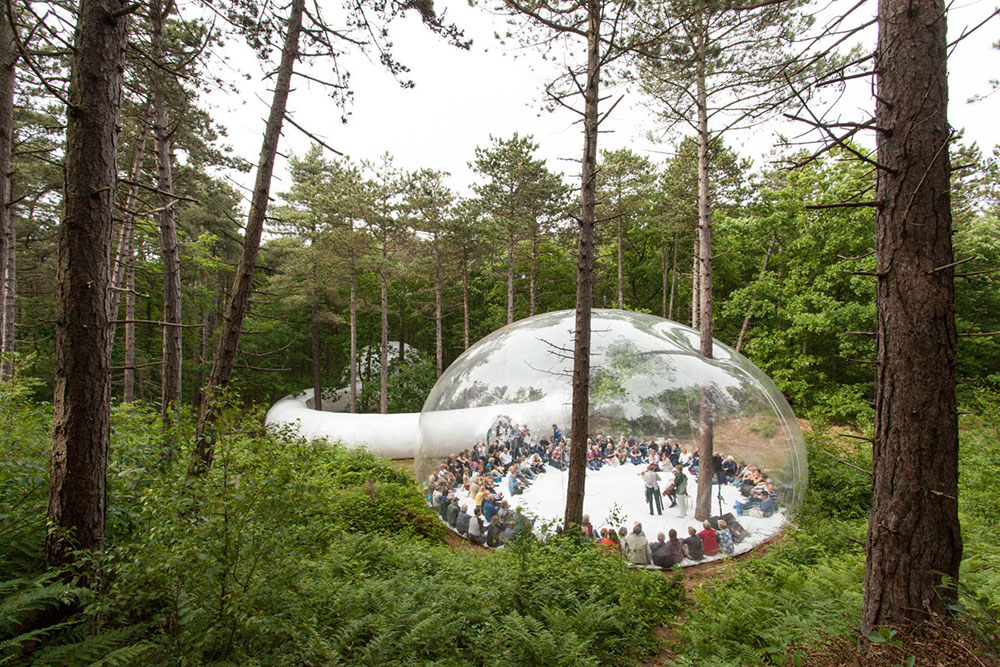
Plastique Fantastique - 2017 Loud Shadows Installation, Oerol Festival, Terschelling, Niederlande

Plastique Fantastique ist ein Berliner Künstlerduo, bestehend aus Marco Canevacci (* 1970 in Rom, Italien) und Yena Young (* 1982 in Seoul, Südkorea).
Seit der Gründung 1999 kreiert die Künstlergruppe großformatige, temporäre Installationen aus Luft und Folie und kooperiert mit einer Vielzahl von Ausstellungsorten weltweit. Ihre Installationen definieren die Übergänge zwischen Architektur, Design und Kunst neu und lassen sinnliche Erfahrungswelten im öffentlichen Raum entstehen. 2019 bespielte Plastique Fantastique den venezianischen Pavillon bei der 58. Kunstbiennale in Venedig.

## Gründung
Plastique Fantastique wurde 1999 in Berlin gegründet. Nach dem Abschluss des Studiums in Architektur mietete Marco Canevacci gemeinsam mit Freunden eine 2000 m² große, seit längerer Zeit verlassene Fabrik am Spreeufer in Berlin-Friedrichshain, auf dem Gelände des heutigen Yaam-Clubs. Die Gruppe wurde ein aktiver Teil der Berliner Underground-Szene der damaligen Zeit. Ihr Club „Deli an der Schillingbrücke“ bot einen Mix an Techno, Installationen, Konzerten, Kino etc. an.
Die Gruppe erkannte schnell, dass die angemietete Halle zu groß war, um im Winter beheizt zu werden und begann, Strategien zu entwickeln, um warme Räume zu gewinnen. Baufolie war das einfachste Material, das sie finden konnten, um ihre erste mit Heißluft gefüllte Blase herzustellen. So begannen sie, mit pneumatischen Strukturen zu arbeiten, was zur Gründung von Plastique Fantastique führte.
Ihre erste Installation in dem Club wurde „Plastique Fantastique“ genannt und dies wurde später der Künstlername der gesamten Gruppe.
Die damaligen Mitglieder waren Michael Heim, Pietro Balp, Raffaele Distefano, der Medienkünstler Marco Barotti und der Bildhauer Markus Wüste.

## Marco Canevacci
Marco Canevacci ist ein in Berlin lebender Künstler. 1970 wurde er in Rom, Italien geboren und zog 1991 nach Berlin, wo er (1993–1999) Architektur an der Technischen Universität Berlin studierte.
Seit 1999 hat er unter dem Namen Plastique Fantastique großformatige Installationen weltweit realisiert.
Für Marco Canevacci liegt etwas Magisches in der Tatsache, dass seine Installationen innerhalb von zwanzig Minuten entstehen und genauso schnell verschwinden können. Die Installationen kreieren eine Architektur, an einem öffentlichen Ort, die nur für eine begrenzte Zeit existiert.

## Yena Young
Yena Young ist eine in Berlin lebende Künstlerin. Sie ist 1982 in Seoul, Korea geboren. Sie studierte Architektur an der Yonsei-Universität in Seoul (2001–2006) sowie Spatial Design at Aalto-Universität, Helsinki, Finnland und schloss mit einem Master of Arts ab (2008–2012).
Seit 2012 ist sie Mitglied bei Plastique Fantastique.

## Inhaltliche Themen
Im Vordergrund der künstlerischen Intention des Duos steht die Erweiterung der Erfahrungswelt für Besucher. Durch die Verbindung und Inszenierung von Klang, Licht und Architektur sollen soziale Hemmungen genommen und Räume für sinnliche Interaktionen geöffnet werden.
Für Plastique Fantastique ist eine Installation gelungen, wenn das Publikum zum integralen Teil der Architekturen wird und partizipatorische Prozesse freigesetzt werden, wenn die Besucher und ihre Bewegungen die Form der elastischen und transparenten Strukturen verändern, wenn die Grenzen zwischen Innen und Außen, Öffentlichem und Privatem verschwimmen.

## Ausgewählte Projekte

### 2020: iSphere
Berlin, Deutschland
Im Zuge der Corona-Pandemie und mit der Einführung der Maskenpflicht in Berlin Ende April 2020 veröffentlichten Plastique Fantastique den iSphere - eine mögliche Alternative zum herkömmlichen Mund-Nasen-Schutz und zugleich ein Open-Source-Kunstobjekt. Der iSphere besteht aus zwei ineinander verschraubten, transparenten Halbkugeln aus Plastik und wird über dem Kopf getragen, sodass Mimik und Gesichtszüge sichtbar bleiben. Das ikonische Design ist angelehnt an Science-Fiction-Comics der 50er Jahre und inspiriert von den utopistischen Bewegungen der 60er Jahre.
Ein kurzer Clip, in dem das Duo den Helm in der Berliner S-Bahn trägt und vorstellt, wurde tausendfach geklickt und erregte international mediale Aufmerksamkeit.

### 2019: BLURRY VENICE
58th Venice Art Biennale, Giardini, Venedig, Italien
Blurry Venice ist eine ortsspezifische Installation, konzipiert für den Venedig Pavillon anlässlich der 58. Kunstbiennale Venedig 2019. Ein milchiger Tunnel, in dem die Besucher über Wasser gehen und die Grenzen zwischen den Elementen, zwischen Architektur und Menschen zerfließen, lässt eine imaginäre Landschaft entstehen.

### 2018: RINGdeLUXE
Concéntrico Festival, Logroño, Spanien
RINGdeLUXE - ein glamouröses Schmuckstück, das um das Gebäude des ehemaligen Rathauses von Logroño, der Hauptstadt der spanischen Provinz La Rioja, getragen wird, in dem derzeit das Instituto de Estudios Riojanos untergebracht ist. Die pneumatische Struktur von auffallenden Dimensionen offenbart schnell ihre Leichtigkeit und Schlichtheit. Das Kollektiv Plastique Fantastique realisierte diese Installation im Rahmen des Festivals für Architektur und Design Concéntrico, das vom 27. April bis 1. Mai 2018 in Logroño stattfand.

### 2018: DER BANDWURM
"I AM A PROBLEM” Ausstellung, Museum für Moderne Kunst, Frankfurt am Main, Deutschland
Selfie-Hype, Veggie-Boom, Schönheits-OPs und Fitnesswahn – was ist eigentlich unser Problem? In Zeiten von grotesker Selbstoptimierung und allgegenwärtigem Leistungsdruck lädt die Ausstellung "I AM A PROBLEM" zu einer furiosen Reise durch die Hochebenen und Niederungen menschlicher Existenz ein. Inszeniert vom viel beachteten Jung-Regisseur und Bühnenbildner Ersan Mondtag entfaltet sich im Ausstellungsraum eine düstere und zugleich aufreizende Parallelwelt, in der Werke aus der Sammlung des MMK zu Protagonisten einer Erzählung werden und miteinander in Dialog treten (...) Ein szenischer Parcours verwandelt das MMK 2 in einen Bühnenraum mit verschlungenen Pfaden, auf denen uns Grenz- und Doppelgänger, stille Rebellen und gescheiterte Existenzen begegnen. Die inszenierten Werke reichen von Andy Warhols "Kellogg's Cornflakes Box" über eine neue raumgreifende pneumatische Skulptur von Plastique Fantastique bis hin zu jüngsten Erwerbungen des MMK, wie Will Benedicts titelgebendes Musikvideo "I AM A PROBLEM".
Plastique Fantastique Fantastique realisierte DER BANDWURM speziell für diese Ausstellung. Er bezieht sich auf die Legende, nach der die Opernsängerin Maria Callas angeblich einen Bandwurm verschluckt haben soll, um Gewicht zu verlieren. Wie ein Wurm schlängelt sich die schwarz glänzende Skulptur durch den Ausstellungsraum, gibt Einblicke in die Kunstwerke in ihrem Inneren und öffnet sich schließlich, als wolle sie auch die Besucher verzehren.

### 2017: LOUD SHADOWS | LIQUID EVENTS

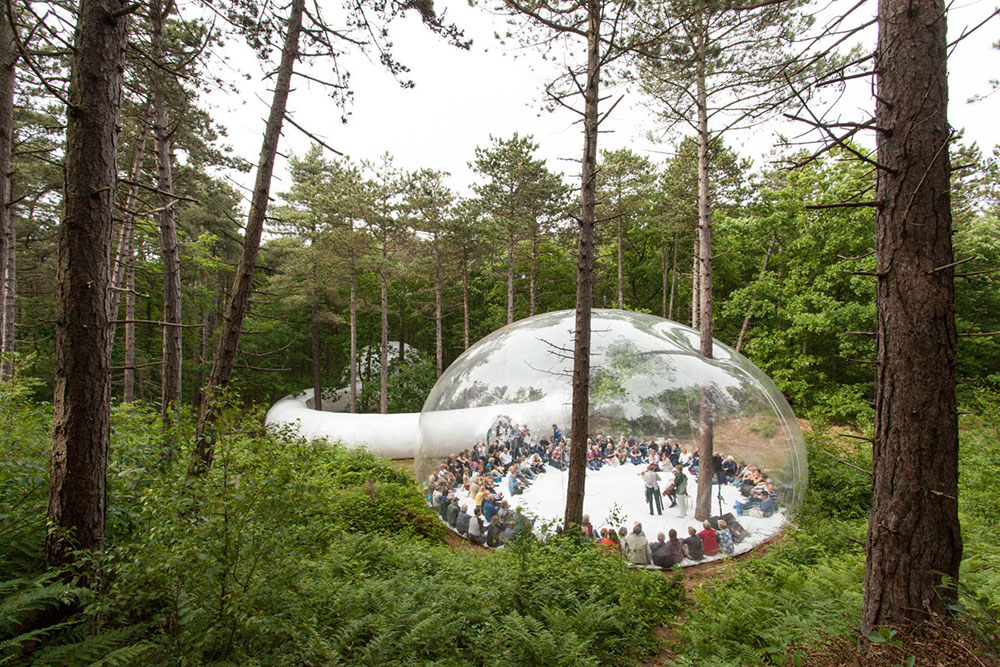
Plastique Fantastique - Loud Shadows

Oerol Festival, Terschelling, Niederlande
LOUD SHADOWS | LIQUID EVENTS ist eine Kooperation aus verschiedenen künstlerischen Bereichen: Tanz, Musik und Architektur. Das Team wird als Experiment von Kees Lesuis - künstlerischer Leiter des Festivals - zusammengestellt, um anlässlich des OEROL-Festivals 2017 eine einzigartige Performance zu kreieren. Der temporäre Raum von Plastique Fantastique ist monumental und dennoch mobil, weich und transparent. Seine ephemere Haut beeinflusst die Umgebung ebenso wie sein Innenraum einen luziden Blick nach außen bietet.
Die Architektur von LOUD SHADOWS | LIQUID EVENTS bietet vier unterschiedliche Bühnen an. Jeder einzelne Baum des Waldes in dem Gebiet Formerum auf der Insel Terschelling wird bei der Arbeit mit einbezogen und berücksichtigt. Jedes Element dieses standortspezifischen Projekts ist in seine Umgebung integriert: Die erste transparente kugelförmige Blase wird von einem Baum durchbohrt, während die zweite milchig-transparente Blase zwischen den Ästen der Bäume platziert wird. Diese Äste werfen wiederum einen Schatten auf die Blase. Der Ring, der die beiden Blasen verbindet, schlingt sich um Kiefern- und Eichenbäume und bildet Raum für die dritte Bühne. Die vierte Bühne ist der Wald um die Installation herum. Innerhalb dieser Konstellation kann das Publikum frei zirkulieren.
Innerhalb dieser Installation spielen Musiker (Der Stolz) und treten Tänzern (LeineRoebana) auf. Unplanbare Naturgeräusche wie Vogelgezwitscher, Blätterrascheln, Windböen oder Regentropfen beeinflussen die Aufführung, sodass jeder Moment einzigartig wird.
LOUD SHADOWS | LIQUID EVENTS ist ein gemeinsames Projekt von Kate Moore, The Stolz, LeineRoebana und Plastique Fantastique.

### 2016: superKOLMEMEN
Helsinki Design Week, Helsinki, Finnland
superKOLMEMEN ist eine temporäre ortsspezifische Installation, die sich an die Drei Schmiede Statue im Stadtzentrum von Helsinki schmiegt und eine Woche lang anlässlich der Helsinki Design Week erscheint. Die Wahrnehmung des Ortes wird verändert, die Alltagsszene, die sich auf dem Platz abspielen, an dem Menschen vorbeigehen, sitzen, oder durchfahren, wird in eine spielerische Umgebung verwandelt, in der man sich versammeln, unterhalten, tanzen oder entspannen kann.

### 2015: BREATHING VOLUME
4+4 Days in Motion Festival, Prag, Tschechien
Kuratorin: Markéta Černá / Four Days Association, Prag
Die Installation BREATHING VOLUME verbindet eine dynamische Architektur mit einem immersiven Sounddesign. Das Publikum befindet sich zwischen zwei atmenden Wänden, dessen physisches Volumen sich stetig verändert. Die im Inneren platzierten Subwoofers verwandeln sich durch ihre pulsierenden Bassfrequenzen in die Seele des Organismus. BREATHING VOLUME lenkt den Fokus unerwartet von dem, was uns umgibt, auf das, was unmittelbar hier und jetzt ist und bietet eine verzerrte Reflexion über Beziehung zum Raum, seiner Distanz und Ausdehnung.
BREATHING VOLUME ist ein gemeinsames Projekt von Plastique Fantastique und Marco Barotti.

### 2015: LIVEBOAT – CHAPTER FIVE,
48 Stunden Neukölln Festival, Berlin, Deutschland
LIVEBOAT – CHAPTER FIVE befasst sich mit der laufenden Flüchtlingstragödie vor den europäischen Grenzen und bietet Raum für Kommunikation und Diskurse. Nach einer langen Reise läuft ein überdimensionales Rettungsboot auf dem Flughafen Tempelhof an Land. Im Inneren des Bootes sind mehrsprachige Ausschnitte aus dem 5. Gesang der Odyssee zu einem Klangteppich verflochten. Dabei wird sich auf das folgende Zitat bezogen:
„Ziehe die Kleider aus, und lasse den Floß in dem Sturme Treiben; spring in die Flut, und schwimme mit strebenden Händen“ Homer
Die Installation war am 26.–28. Juni 2015 im Rahmen des "48 Stunden Neukölln" Festivals auf dem Tempelhofer Feld in Berlin zu sehen.

### 2014: SOUND OF LIGHT
Würth Museum La Rioja, Logroño, Spanien (u. a.)
Sound Of Light ist eine synästhetische Skulptur, die Sonnenlicht in Audiofrequenzen umwandelt und eine Komposition aus Farbton, Sättigung und Licht wiedergibt.
Die sechs hängenden, farbigen Säulen der pneumatischen Struktur, die für die primären RGB- und sekundären CMY-Farbmodelle stehen, sind so konzipiert, dass sie unterschiedliche Frequenzen empfangen und diese von sichtbaren zu hörbare Strukturen wiedergeben. Nach dem Motto: Stellen Sie sich vor, Sie hören die Farben, die Sie wahrnehmen.
Die Installation mischt Klang und Architektur. Die Besucher können ihr eigenes Konzert entdecken, indem sie ihren Blickwinkel und Standorte ändern.
Sound Of Light ist ein Gemeinschaftsprojekt von Marco Barotti und Plastique Fantastique.

### 2013: AEROPOLIS
Metropolis Festival, Kopenhagen, Dänemark
AEROPOLIS ist ein Projekt in Zusammenarbeit mit Københavns Internationales Teater anlässlich des Metropolis Festivals 2013. Die Architektur der einlagigen 100 m² großen Struktur wurde entworfen, um maximale Mobilität und Flexibilität während der Tournee durch 13 verschiedene Orte in Kopenhagen zu ermöglichen. Darüber hinaus verändert sie immer wieder ihre Form in endlose Konstellationen.

### 2008: SPACE INVADERS
Torstrasse 166, Haus der Vorstellung, Berlin, Deutschland, Oktober 2008
Ein leerstehendes Haus in Berlin-Mitte - Torstraße 166 - wird in Angriff genommen. Druck- und Schallwellen blasen die vorhandene Luft zu neuen Volumina auf. Diese neu entstandenen Räume werden zu Katalysatoren für Emotionen, überlagern, verschieben und übertreiben schließlich die vorhandenen Bahnen und geschlossenen Strukturen. SPACE INVADERS ist ein gemeinsames Projekt von Plastique Fantastique & Architettura Sonora für 'Haus der Vorstellung - Torstrasse 166'.

### 2008: KARL MARX BONSAI
48 Stunden Neukölln, Berlin, Deutschland
Juni 2008.1 Kofferraum, 1 Mülleimer und 3 Bänke werden vorübergehend zu einer begehbaren, aufgeblasenen Struktur zusammengeführt.
Der Topf-Raum wird erlebt, animiert und durch Ton verstärkt - der Flower-Catalyzer. Die Kompositionen von Lorenzo Brusci und die Live-Acts von Marco Barotti lassen ein vibrierendes pneumatisches Klangsystem entstehen. KARL MARX BONSAI ist ein gemeinsames Projekt von Plastique Fantastique & Architettura Sonora für "48 Stunden Neukölln" - 10. Kunst- und Kulturfestival.

## Chronologie der wichtigsten Kunstwerke und -projekte
- 2020: iSphere, Berlin, Deutschland
- 2019: BLURRY VENICE, 58th Venice Art Biennale, Giardini, Venice, Italien
- 2018: RINGdeLUXE, Concéntrico Festival, Logroño, Spanien
- 2018: DER BANDWURM, “I am a Problem” Ausstellung, Museum für Moderne Kunst, Frankfurt am Main, Deutschland
- 2017: LOUD SHADOWS | LIQUID EVENTS, Oerol Festival, Terschelling, Niederlande
- 2016: superKOLMEMEN, Helsinki Design Week, Helsinki, Finnland
- 2015: BREATHING VOLUME, 4+4 Days in Motion Festival, Prag, Tschechien
- 2015: LIVEBOAT – CHAPTER FIVE, 48 Stunden Neukölln Festival, Berlin, Deutschland
- 2014: SOUND OF LIGHT, Urban Lights Ruhr, Hamm, Deutschland
- 2013: AEROPOLIS, Metropolis Festival, Kopenhagen, Dänemark
- 2008: SPACE INVADERS, Torstrasse 166, Haus der Vorstellung. Berlin, Deutschland
- 2008: KARL MARX BONSAI, 48 Stunden Neukölln, Berlin, Deutschland

## Auszeichnung
- 2015: 100 Architects of the year: KIA – Korean Institut of Architects UIA – International Union of Architects[25]
- 2015: 1st prize - Dulux Let’s Colour Awards 2015: For the installation SOUND of LIGHT Cooperation with Marco Barotti[26]